# 平田真菜
平田 真菜（ひらた まな、1985年4月19日 - ）は、日本の女性声優。東京都出身。ぷろだくしょんバオバブ所属。

## 来歴
小学校低学年生の頃は教師に「声が小さい」と注意されるような女子だったという。小学3年生の時、秋の学芸会のオーディションで落ちたことが悔しく、親に「劇団に入りたい！」と頼み込んで、8歳より舞台子役として劇団若草に在籍し活動していた。演技の勉強、礼儀など道徳的な部分も教わり、声も大きくなって、教師にも誉められたという。
当時、劇団の広報誌に飯塚雅弓が掲載されており、初めて職業としての声優を意識し、興味を持ち始めた。また、その後それぞれ10歳・12歳で加入してきた三瓶由布子・小清水亜美とは旧知の仲となった。2009年1月より、2人が当時所属していたぷろだくしょんバオバブに加入。2011年放送の『バトルスピリッツ 覇王』の陽昇ハジメ役が初主演作となった。

## 人物
三瓶・小清水との交流は成人後も続いており、3人でお揃いのスケジュール帳を使用していることが、小清水のブログで掲載されたこともある。
資格はウィスキー検定3級。特技は作詞、食レポ、ちょい足し。趣味はお酒、動物の鳴きまね。

## 出演
太字はメインキャラクター。

### テレビアニメ
2009年
- 咲-Saki-（女生徒）
- 大正野球娘。（勝俊）
- タユタマ -Kiss on my Deity-（女子生徒）
- ヤッターマン（第2作）（カケル、ドン・ホセ）
- リストランテ・パラディーゾ（孫娘）

2010年
- SDガンダム三国伝 Brave Battle Warriors（子供）
- けいおん!!（一年生）
- 閃光のナイトレイド
- ソ・ラ・ノ・ヲ・ト（セイヤ）
- ドラえもん（テレビ朝日版第2期）（2010年 - 2011年、孫、女の子B、子ども、女の子D、友人B）
- ぬらりひょんの孫（2010年 - 2011年、鳥居夏実、女、菅沼品子、3の口、貞姫） - 2シリーズ
- バカとテストと召喚獣（2010年 - 2011年、島田葉月、佐藤美穂、新野すみれ、雄二〈小学5年生〉） - 2シリーズ
- ひだまりスケッチ シリーズ（2010年 - 2012年、折部 姉、山田マコ、女子A） - 2シリーズ
- ひめチェン!おとぎちっくアイドル リルぷりっ（高城円子〈レイラ母〉、雪森火曜、アヤネ、ララ、三石、藤原 他）
- メタルファイト ベイブレード シリーズ（2010年 - 2011年、スイス代表、オーエン、オペレーターB） - 2シリーズ
- 四畳半神話大系（ほんわか女子C）

2011年
- いつか天魔の黒ウサギ（ハスガ〈子供時代〉）
- 神様のメモ帳（女）
- 君と僕。（2011年 - 2012年、橘千鶴（幼少時）、ツイン、けんちゃん、のんた、おばさん1、よっち） - 2シリーズ
- TIGER & BUNNY（子供、少女A）
- DOG DAYS（2011年 - 2015年、リゼル・コンキリエ、パーシー・ガウディ） - 3シリーズ
- デュエル・マスターズ ビクトリー（花屋、少年A）
- バトルスピリッツ 覇王（2011年 - 2012年、陽昇ハジメ）
- BLEACH（龍三郎、少年）
- 魔乳秘剣帖（お富士、下忍B）
- ロウきゅーぶ!（戸嶋）

2012年
- アクエリオンEVOL（女子、オペレーター女子）
- Another（綾野彩）
- 機動戦士ガンダムAGE（アラベル・ゾイ、少年）
- 黒魔女さんが通る!!
- PSYCHO-PASS サイコパス（2012年 - 2014年、キャンディ、カーナビ音声、看護師） - 2シリーズ
- SKET DANCE（マネージャー）
- 黄昏乙女×アムネジア（アサ）
- 男子高校生の日常（隣家の女子高生）
- ハイスクールD×D（シュリヤー）
- ぴっちぴち♪しずくちゃん（アメバちゃん）
- ポケットモンスター ベストウイッシュ シーズン2（女の子）
- めだかボックス アブノーマル（湯前音眼）
- LUPIN the Third -峰不二子という女-（友人B）

2013年
- 絶対防衛レヴィアタン（ラゴン）
- DIABOLIK LOVERS（ベアトリクス）
- とある科学の超電磁砲S（少年、女子生徒）
- 八犬伝―東方八犬異聞― 第二期（篤志）
- 僕は友達が少ないNEXT（ミキ）

2014年
- 彼女がフラグをおられたら（権田原風）
- 忍たま乱太郎（くの一忍者）

2015年
- 俺物語!!（女子クラスメイト2）

2016年
- アイドルメモリーズ（女性MC）

2017年
- つうかあ（板垣ねね）
- クレヨンしんちゃん（販売員）

2018年
- サザエさん（2018年 - 2019年、石田君彦、太田）

2020年
- 天晴爛漫!（場外アナウンス、前夜祭司会〈レースアナウンサー〉）

2021年
- 東京リベンジャーズ（2021年 - 2023年、橘直人〈少年〉、母親、ハセガワ店長、橘直人） - 3シリーズ
- 逆転世界ノ電池少女（飛行船アナウンス、アナウンス、細道〈幼少期〉、アナウンサー、レポーター）
- 結城友奈は勇者である -大満開の章-
- 名探偵コナン（水谷統子）

2022年
- キャップ革命 ボトルマンDX（2022年 - 2023年、甲賀コータ）
- ふしぎ駄菓子屋 銭天堂（松下英也）
- 後宮の烏（衣斯哈）
- マブラヴ オルタネイティヴ（涼宮遙）

2023年
- Buddy Daddies（妻）

2025年
- 魔神創造伝ワタル（ゲンゲン）
- 地獄先生ぬ〜べ〜 (2025)（風間守、男子）

### 劇場アニメ
- 劇場版 ヤッターマン 新ヤッターメカ大集合! オモチャの国で大決戦だコロン!（2009年、子供のガンちゃん）
- いばらの王 -King of Thorn-（2010年）
- おぢいさんのランプ（2011年）
- しらんぷり（2012年、セイヤ）
- BLOOD-C The Last Dark（2012年、無線オペレーター）
- パロルのみらい島（2014年、子供B）
- 範馬刃牙VSケンガンアシュラ（2024年、片原鞘香[18]）

### OVA
- AIKa ZERO（2009年、美咲）
- 魔法先生ネギま!〜もうひとつの世界〜（2009年、レポーター）
- 魔法先生ネギま! もうひとつの世界Extra 魔法少女ユエ（2010年、インタビュアー）
- かってに改蔵（2011年、改蔵の母親）
- バカとテストと召喚獣 〜祭〜（2011年、島田葉月、岩下律子）
- 姫ギャル♥パラダイス（2011年、高岡真澄）※ちゃお 2011年2月号付録
- 乙女はお姉さまに恋してる 2人のエルダー THE ANIMATION（2012年、栢木優雨[19]）
- ひだまりスケッチ 沙英・ヒロ 卒業編（2013年、女子A）

### Webアニメ
- Starry☆Sky（2010年、七海哉太〈幼少期〉）
- 俺の妹がこんなに可愛いわけがない（2011年、女子）
- 武装中学生（2011年、松浦アン）
- ケンガンアシュラ（2019年 - 2023年、片原鞘香[20]） - 3シリーズ[一覧 9]
- キャップ革命 ボトルマン（2020年、甲賀コータ[21]）

### ゲーム
2009年
- The Tower of AION（プロローグのカットシーン）
- ドリームクラブ（受付）

2010年
- ソ・ラ・ノ・ヲ・ト 乙女ノ五重奏（セイヤ）
- ドリームクラブ・ポータブル（受付）

2011年
- ドリームクラブZERO（受付）
- ドリームクラブZERO ポータブル（受付）
- ロウきゅーぶ!

2012年
- DIABOLIK LOVERS（ベアトリクス）
- 姫ギャル♥パラダイス メチカワ! アゲ盛り↑センセーション!（高岡真澄）
- マージャン★ドリームクラブ（受付）

2013年
- TIGER & BUNNY 〜HERO'S DAY〜（コウタロウ・ゲルギエフ）

2014年
- TARTAROS-タルタロス-（シルバーマイン、ピナス）
- ブキガミ（ミニバット、キノマル、バトン）
- プリPia〜プリンスPia♥キャロット〜（西田理久）

2015年
- ウチの姫さまがいちばんカワイイ（小悪魔姫 チャーミィ）
- PSYCHO-PASS サイコパス 選択なき幸福
- STELLA GLOW（ユアン）

2016年
- ファイナルファンタジーXV

2018年
- 御城プロジェクト:RE（洛陽城、勝竜寺城）

2019年
- バイオハザード RE:2（エマ・ケンド）

2021年
- Project MIKHAIL（涼宮遙）

2022年
- ソルクレスタ（魔王マンドラー / ソルマンドラー） - DLC追加キャラクター

2023年
- 共闘ことばRPG コトダマン（橘直人〈少年〉）

2024年
- マブラヴ：ディメンションズ（涼宮遙）

### 同人ゲーム
- はじめてのノベルゲーム（2016年、ひとしの母）

### ドラマCD
- 犬とおまわりさん。（滝本、女C）
- 停電少女と羽蟲のオーケストラ（蛍の少女、黄々）
- DOG DAYS ドラマBOX vol.1（リゼル・コンキリエ）
- メンズ校 2（女子生徒1）

### ラジオドラマ
- NHK-FMラジオドラマ 青春アドベンチャー『世界の終わりの魔法使い』（NHK-FM：2013年7月22日 - 26日、全5回[30]）（ムギ）
- VOMIC SKET DANCE（島田貴子）

### 吹き替え

#### 映画
2008年
- チェイサー（ウンジ〈キム・ユジョン〉、ジヨン〈キム・ソニョン〉）

2009年
- グッド・バッド・ウィアード（シャオリン〈チョン・ジェウン〉）
- ココ・アヴァン・シャネル

2010年
- エルム街の悪夢

2011年
- 新少林寺 SHAOLIN
- チキンとプラム 〜あるバイオリン弾き、最後の夢〜
- ツリー・オブ・ライフ
- バレッツ

2012年
- アイアン・フィスト
- ザ・ドゥ＝デカ＝ペンタスロン オンデマンド版
- ダーク・シャドウ（直毛ヒッピー）

2015年
- お!バカんす家族（ケヴィン・グリズワルド〈スティール・ステビンズ〉）

2018年
- IT/イット “それ”が見えたら、終わり。（リッチー・トージア〈フィン・ウルフハード〉）

2019
- IT/イット THE END “それ”が見えたら、終わり。（少年期のリッチー・トージア〈フィン・ウルフハード〉）

#### ドラマ
2009年
- iCarly
- 弁護士イーライのふしぎな日常

2010年
- KING兄弟（ピート）
- チャームド 〜魔女3姉妹〜 シーズン8
- 鉄の王 キム・スロ（ポドゥル）
- HAWAII FIVE-0

2011年
- シェキラ!（ヘンリー・ディロン〈バディー・ハンドレスン〉）
- クリミナル・マインド5 FBI行動分析課
- パーフェクト・スナイパー（メイ）
- レディプレジデント〜大物

2012年
- ジェシー!（ラビ）
- クリミナル・マインド6 FBI行動分析課
- ミディアム5 霊能者アリソン・デュボア #5（フィービー・バーンズ）
- リゾーリ&アイルズ2（シャノン・ブラック）

2013年
- クリミナル・マインド7 FBI行動分析課
- CSI:ニューヨーク8（メーガン）

2014年
- ゴーティマー・ギボン -ふしぎな日常-（レンジャー）

#### アニメ
2009年
- あぁ、レイモンド!（ダフネ）
- ティンカー・ベルと月の石

2011年
- オリビア（フランシーン、オットー、オスカー）
- ゆかいなみつばちファミリー（バーナビー）

2012年
- マダガスカル3（NYの少女）

2013年
- NINJAハットリくんリターンズ（豆千代 他）
- ロボカーポリー（スクールビー、ミッキー）

2014年
- メガマインド

2021年
- 天官賜福（天生）

### ナレーション
- 土曜プレミアム「人志松本の○○な話1周年絶対タメになる話SP」（フジテレビ 2010年3月6日）

### ラジオ
- ラジオ Dream C Club #11,12,24,44,59（ゲスト 音泉）

### 人形劇
- ファンターネ!（みもも、てんとうむし）[34]　(NHK教育テレビジョン 『おかあさんといっしょ』 2022年4月4日-)

### テレビ番組
- 遠くへ行きたい（ゲスト 日本テレビ 2009年7月26日）

### その他コンテンツ
- ビジュアルノベル『進撃の巨人 悔いなき選択』（イザベル・マグノリア）
- まつりば!（天馬）
- オーディオドラマ『芙蓉友奈は語部となる』（2023年、柚木亜沙、女子バスケ部員）

### シリーズ一覧
1. ↑  第1期（2010年）、第2期『ぬらりひょんの孫 〜千年魔京〜』（2011年）
2. ↑  第1期（2010年）、第2期『にっ！』（2011年）
3. ↑  第3期『×☆☆☆』（2010年）、第4期『×ハニカム』（2012年）
4. ↑  第2シーズン『爆』（2010年 - 2011年）、第3シーズン『4D』（2011年）
5. ↑  第1期（2011年）、第2期『2』（2012年）
6. ↑  第1期（2011年）、第2期『DOG DAYS'』（2012年）、第3期『DOG DAYS"』（2015年）
7. ↑  第1期（2012年）、第2期『2』（2014年）
8. ↑  第1期（2021年）、第2期『聖夜決戦編』（2023年）、第3期『天竺編』（2023年）
9. ↑  シーズン1/パート1・2（2019年）、シーズン2/パート1（2023年）